# Péninsule de Northland
Pour les articles homonymes, voir Northland.

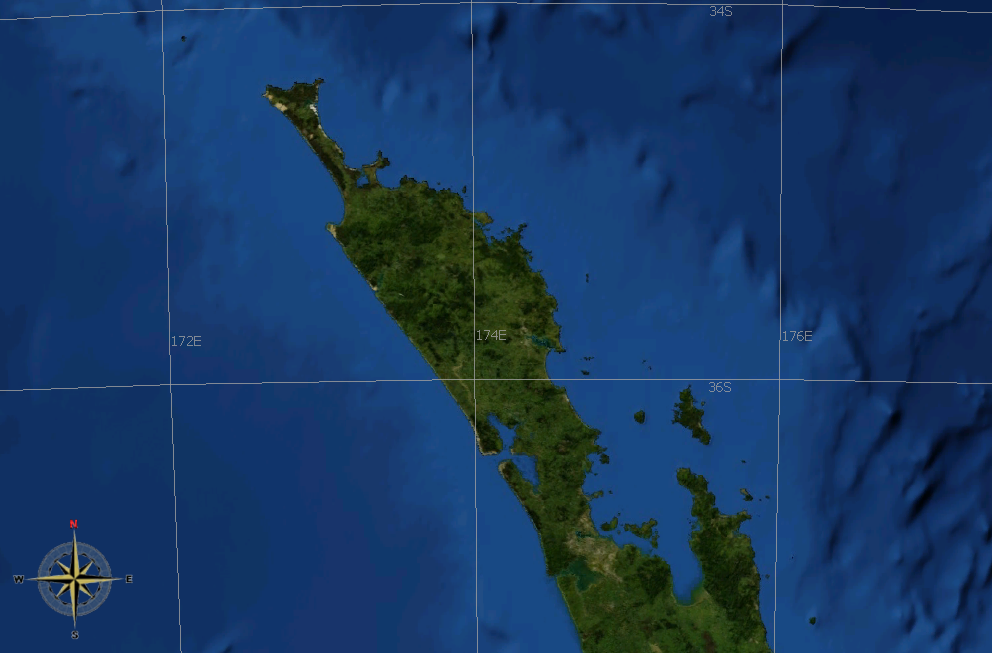
Vue satellite de la péninsule de Northland entourée par la mer de Tasman à l'ouest et le golfe de Hauraki qui le sépare de la péninsule de Coromandel à l'est.

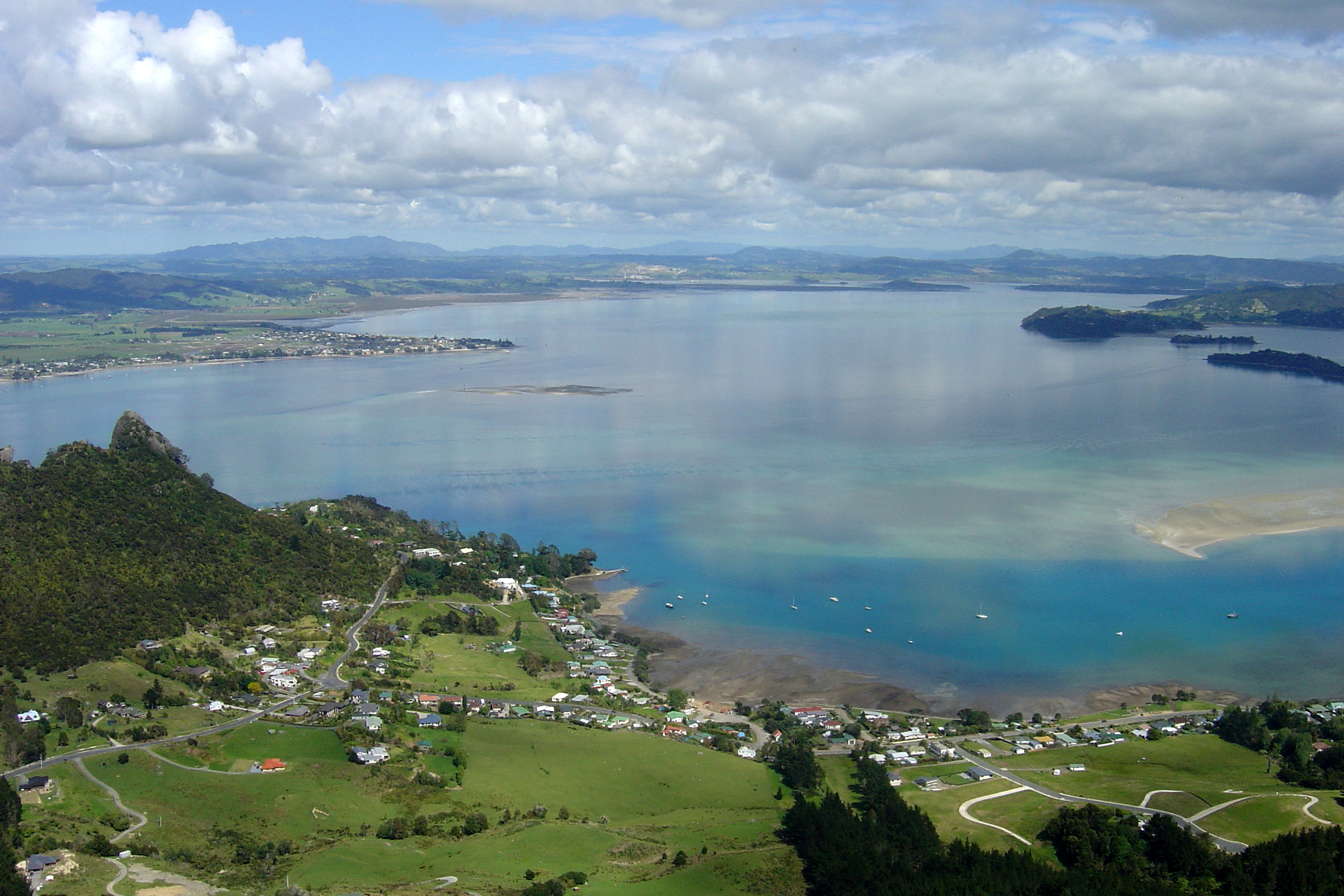
Whangarei Harbour vu depuis le mont Manaia.

La péninsule de Northland ou péninsule de North Auckland est une des plus grandes péninsules de la Nouvelle-Zélande. Elle constitue la partie Nord-Ouest de l'île du Nord à laquelle elle est rattachée par l'isthme d'Auckland formant la partie centrale de la ville sur lequel elle s'est développée.

## Géographie
La péninsule de Northland s'avance dans l'océan Pacifique Sud et est entourée par la mer de Tasman à l'ouest et le golfe de Hauraki qui le sépare de la péninsule de Coromandel à l'est.
Le relief de la péninsule est relativement bas et formé de collines peu élevées. Les côtes sont échancrées de grandes baies comme celle de Whangaroa Harbour, Whangarei Harbour, Waitemata Harbour, Manakau Harbour, Kaipara Harbour, Islands Bay ou encore la baie de Doubtless. La limite Sud de la péninsule n'est pas évidente à déterminer car il existe plusieurs isthmes. Le plus étroit est celui d'Ōtāhuhu où une partie du golfe de Hauraki est distant de seulement 1 200 mètres de Manakau Harbour. En considérant cette partie de l'isthme d'Auckland comme étant la limite Sud de la péninsule, ce qui inclut la majeure partie de l'agglomération d'Auckland dans la péninsule de Northland, celle-ci fait alors 285 kilomètres de longueur pour une largeur maximale de 85 kilomètres.
La péninsule de Northland possède d'autres petites péninsules dont celle d'Aupouri qui constitue son extrémité Nord et qui se termine par le cap Reinga.
La majeure partie de la péninsule (80 %) fait partie de la région de Northland et le reste est inclus dans la région d'Auckland.

## Population et infrastructures
La péninsule de Northland est une des régions les plus peuplées de Nouvelle-Zélande, notamment parce qu'elle contient la plus grande partie de l'agglomération d'Auckland qui est la ville la plus peuplée du pays.

## Référence
- (en) Cet article est partiellement ou en totalité issu de l’article de Wikipédia en anglais intitulé « North Auckland Peninsula » (voir la liste des auteurs).